# 和睦駅
和睦駅（わぼくえき）は、中華人民共和国浙江省杭州市拱墅区萍水街と萍水東街と莫干山路の交差点に位置する杭州地下鉄5号線と10号線の駅。

## 歴史
- 2019年6月24日：5号線の駅として開業[1]。
- 2022年2月21日：10号線の駅が開業し、乗換駅となる[2]。

## 駅構造
5号線・10号線とも島式ホーム1面2線を有する地下駅である。5号線ホームは萍水街と萍水東街りの、10号線ホームは莫干山路りの地下にある。5号線萍水街側に引き上げ線が2線ある。10号線黄竜体育中心側と逸盛路側には上下線の片渡り線が設置されている。5号線南湖東方面と10号線黄竜体育中心方面の間には連絡線が設置され、10号線から5号線への進入は順方向で行われます。

### のりば

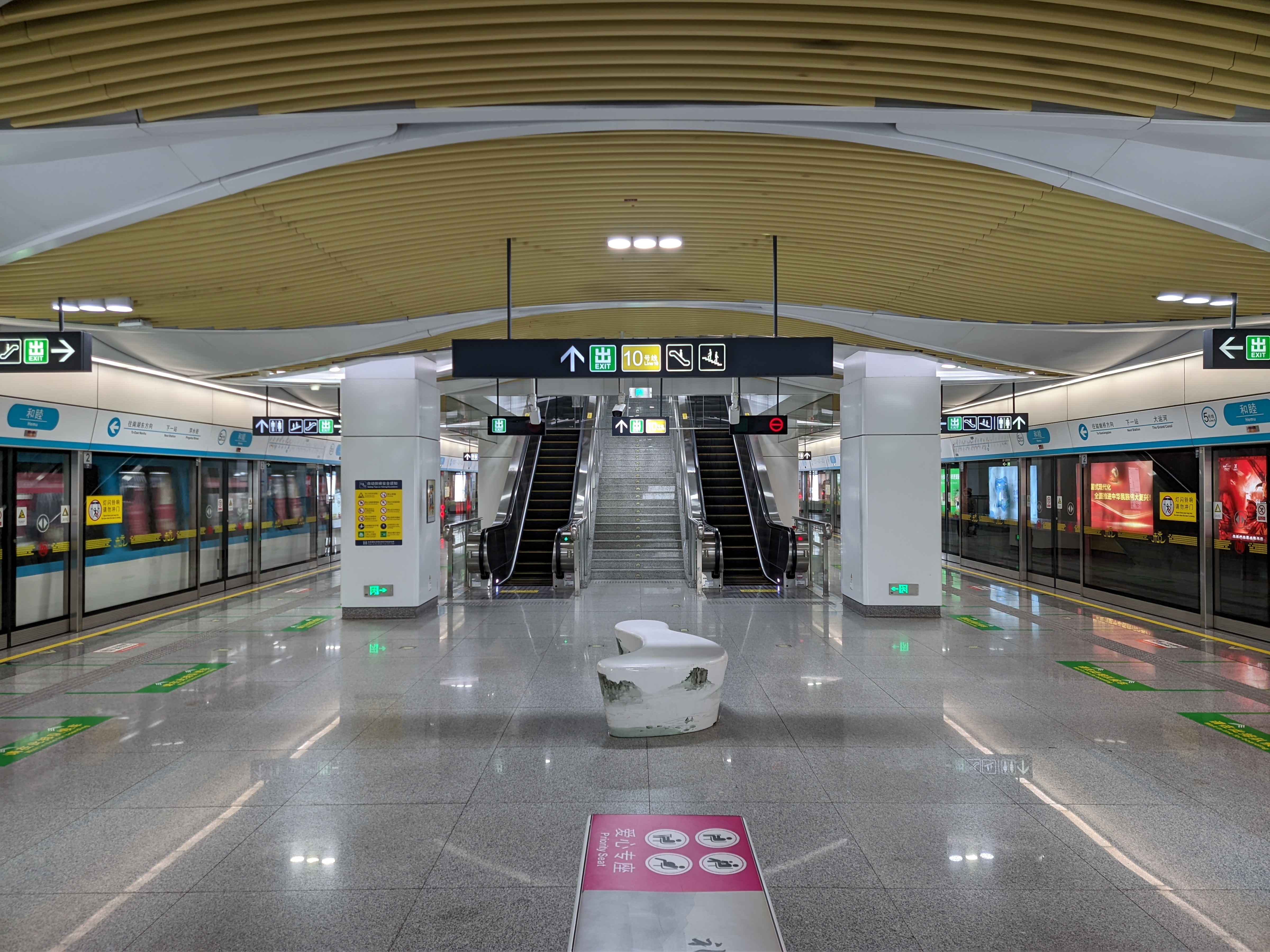
5号線ホーム
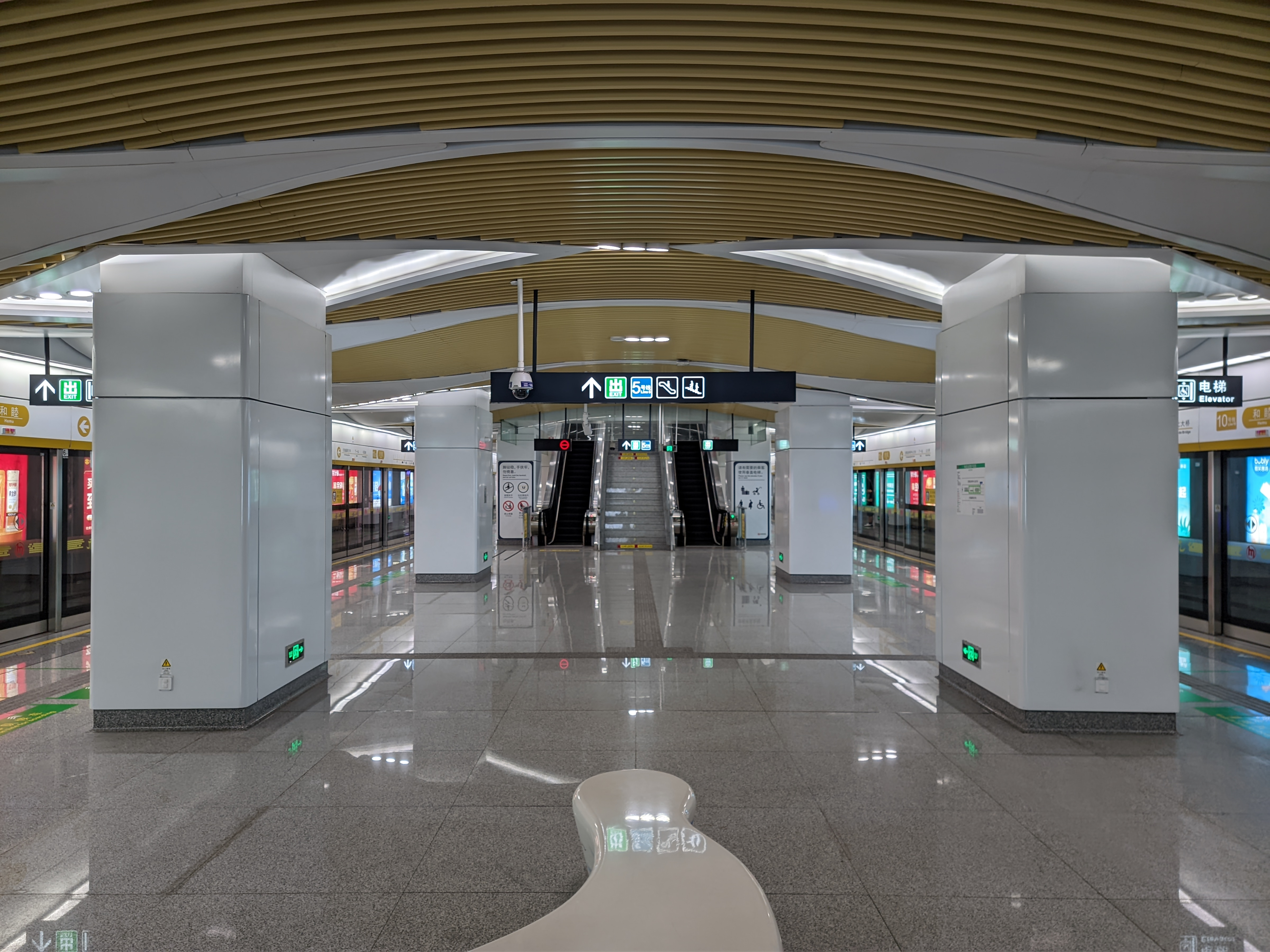
10号線ホーム

案内上ののりば番号は設定されていない。
| 路線                    | 方向 | 行先                       |
| ----------------------- | ---- | -------------------------- |
| 5号線ホーム（地下2階）  |      |                            |
| ■ 5号線                 | 下り | 南湖東方面                 |
| ■ 5号線                 | 上り | 城站・火車南站・姑娘橋方面 |
| 10号線ホーム（地下3階） |      |                            |
| ■ 10号線                | 下り | 黄竜体育中心方面           |
| ■ 10号線                | 上り | 逸盛路方面                 |

（出典：杭港地下鉄:内部空间示意图）
- 5号線ホーム
- 10号線ホーム

## 駅周辺
- 和睦新村
- 杭州和睦医院
- 杭州市啓航中学
- 和睦公園
- 和睦小学
- 壹方匯 - D1出入口直結
- 合景天鑾
- 浙旅徳信西宸
- 尚景水岸華庭
- 尚景水岸御庭
- 藍鑽天成 - E出入口直結
- 九龍倉・臻璽
- 九龍倉・瓏璽
- 杭州市宸新幼稚園
- 佳源銀座
- 盛景琥林名邸

## 隣の駅
杭州地下鉄
■ 5号線
萍水街駅 - 和睦駅 - 大運河駅
■ 10号線
北大橋駅 - 和睦駅 - 花園崗駅